# 奮發國際
奮發國際控股有限公司，簡稱奮發國際控股，以及奮發國際（英語：BENEFUN INTERNATIONAL HOLDINGS LIMITED，港交所除牌時1130.HK），在1986年由陳星洲先生創立。
當時業務經營服裝生產、租賃及物業開發，曾在1997年6月3日，於香港交易所，以及新加坡交易所主板上市。最後由於受到外圍經濟競爭加劇，現時出售給金圓女士，同時業務原有終止，在2009年10月5日，更名為中國環境資源集團有限公司至今。

## 連結
- benefun.etnet.com.hk